# Aero Spacelines Super Guppy
Aero Spacelines Super Guppy je velký transportní letoun s objemným trupem, který se používá pro přepravu nákladů velkých rozměrů. Letoun byl pokračovatelem typu Aero Spacelines Pregnant Guppy, který byl rovněž vyráběn společností Aero Spacelines. Bylo postaveno 5 strojů ve dvou variantách. Obě tyto varianty byly obecně označovány „Super Guppy“.

## Vývoj a popis
První letoun verze označené Super Guppy nebo „SG“, byl postaven přímo z trupu letounu C-97J Turbo Stratocruiser, což byla vojenská verze dopravního letounu z 50. let 20. století Boeing 377 Stratocruiser. Trup byl prodloužen na délku 43 m a byla přestavěna horní část trupu. Trup dostal v řezu tvar balónu, přičemž v horní části měl průměr 7,6 m. Délka nákladového prostoru byla 28,8 m, přičemž šířka nákladové paluby zůstávala stále 2,7 m jako u původního letounu Stratocruiser.
V návaznosti na úpravy trupu byly použity i jiné motory. Letoun Super Guppy používal turbovrtulové motory Pratt & Whitney T34-P-7 pro zvětšení výkonu a doletu. Byly upraveny i křídla a ocasní plochy. Letoun mohl nést náklad 24 545 kg a dosahoval cestovní rychlosti 300 mph (480 km/h).

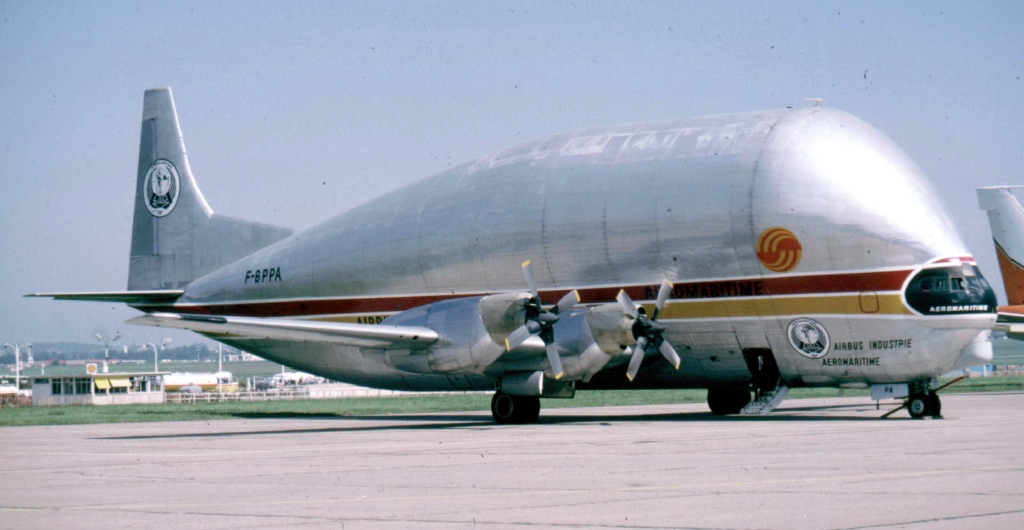
Super Guppy F-BPPA létající pro Airbus

Druhá verze byla oficiálně známa pod označením Super Guppy Turbine nebo „SGT“, ačkoliv používala také turbovrtulové motory jako první varianta Super Guppy. Tato verze používala turbovrtulové motory Allison 501-D22C. Na rozdíl od předchozích letounů, byly hlavní části trupů těchto letounů postaveny od nuly. Stavbou trupů od samého počátku bylo umožněno společnosti Aero Spacelines rozšířit nákladovou palubu na 4 m. Celková délka nákladového prostoru byla zvětšena na 33,8 m. Vylepšení trupu a pohonu vedlo ke zvětšení užitečného nákladu na 24 700 kg. Všechna tato vylepšení v kombinaci s přetlakovou kabinou pro posádku dovolila lety ve vyšších letových hladinách, což umožňovalo letounům SGT přepravit více nákladu než jejich předchůdcům.
Letoun SGT si z typu 377 ponechal pouze kokpit, křídla, ocasní plochy a hlavní podvozek. Přední podvozek byl převzatý z letounu Boeing 707 a byl otočený o 180 stupňů. To umožnilo jeho posunutí mírně dopředu, vyrovnání podlahy nákladového prostoru a zjednodušilo nakládku letounu.

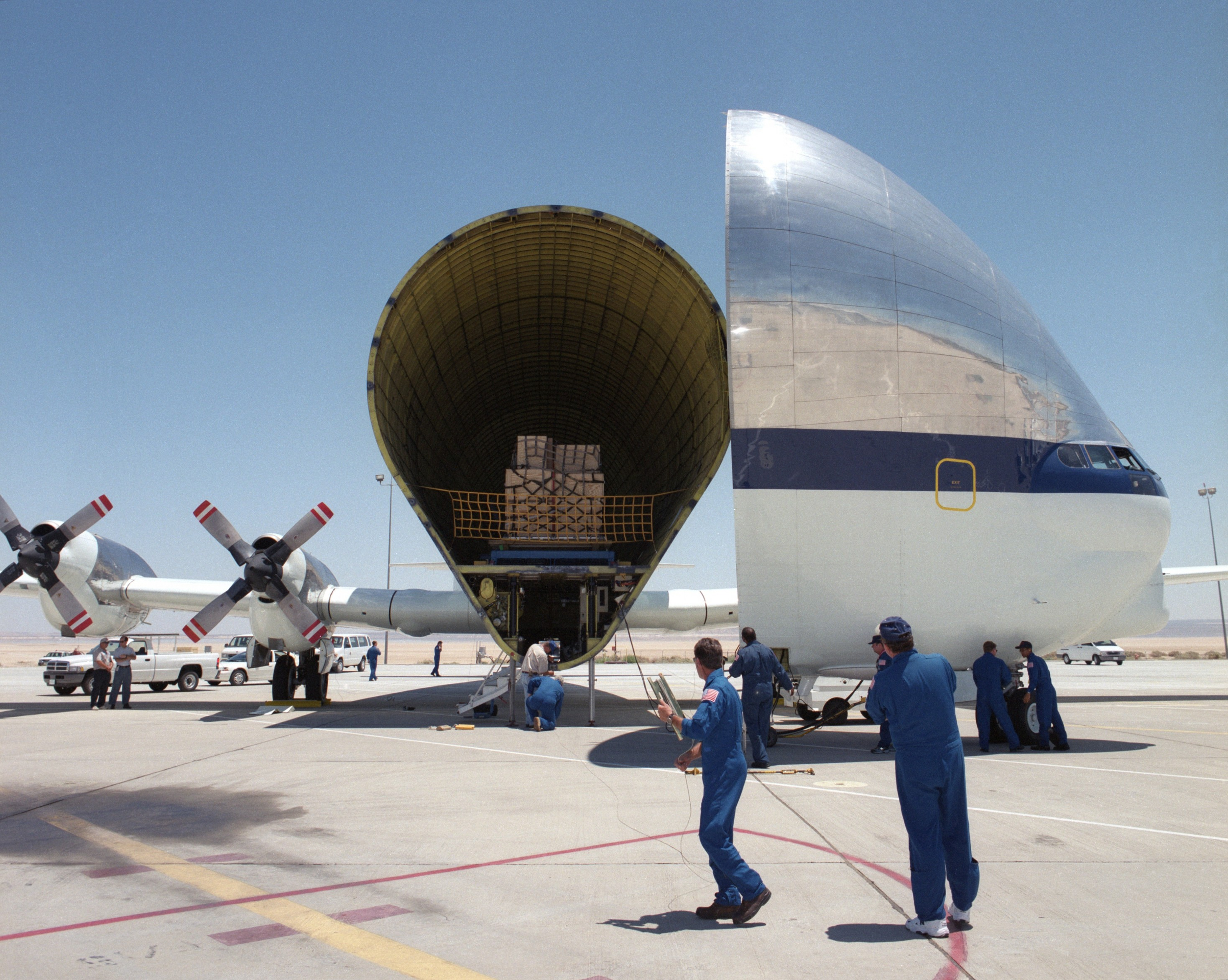
Super Guppy připravovaný k vykládce.

Na počátku 70. let 20. století byly dva letouny Super Guppy používány společností Airbus k dopravě částí dopravních letounů z externích výrobních závodů ke konečné montáži v Toulouse. V roce 1982 a 1983 byly ve Francii u společnosti UTA Industries postaveny další dva letouny, poté, co Airbus koupil práva na stavbu těchto letounů. Tyto čtyři letouny byly později nahrazeny stroji Airbus Beluga, které byly schopné přepravit náklad o dvojnásobné hmotnosti.
Poslední vyrobený letoun SGT zůstává ve službě u NASA, kde slouží při přepravě velkých dílů kosmických lodí a raket. Letoun operuje z letiště Ellington Field v Houstonu, stát Texas, USA. Ostatní čtyři letouny jsou zakonzervovány – letoun SG v Pima Air and Space Museum, letecká základna Davis-Monthan, stát Arizona, USA, první SGT na letišti Bruntingthorpe Aerodrome, Spojené království, druhý SGT na mezinárodním letišti Toulouse Blagnac International Airport, Toulouse, Francie a třetí SGT v Finkenwerder, Německo.

## Varianty
Aero Spacelines B-377-SG Super Guppy
Prototyp letounu. Jednalo se o upravený letoun C-97J poháněný turbovrtulovými motory Pratt & Whitney T34-P-7WA.
Aero-Spacelines B-377-SGT Super Guppy Turbine (Guppy 201)
Výrobní verze poháněná turbovrtulovými motory Allison 501-D22C, která měla větší od základu stavěný trup namísto přestavěného trupu letounu C-97J.

## Specifikace (Super Guppy Turbine)

Nákres letounu Super Guppy

Technické údaje pocházejí z publikace „Encyclopedia of The World's Commercial and Private Aircraft“.

### Technické údaje
- Posádka: 4
- Užitečný náklad: 24 720 kg
- Rozměry nákladového prostoru: 33,8 m x 7,62 m x 7,62 m
- Rozpětí: 47,625 m
- Délka: 43,84 m
- Výška: 14,78 m
- Nosná plocha: 182,51 m²
- Plošné zatížení: 422,5 kg/m²
- Prázdná hmotnost: 46 039 kg
- Max. vzletová hmotnost: 77 110 kg
- Pohonná jednotka: 4× turbovrtulový motor Allison 501-D22C
- Výkon pohonné jednotky: 4 680 k (3 491 kW)

### Výkony
- Cestovní rychlost: 407 km/h (253 mph, 220 uzlů) ve výšce 20 000 stop
- Maximální rychlost: 463 km/h (288 mph, 250 uzlů) ve výšce ? m
- Dolet: 3 219 km (1 734 námořních mil)
- Dostup: 7 620 m (25 000 stop)
- Poměr hmotnost/výkon: 5,52 kg/W

### Související články

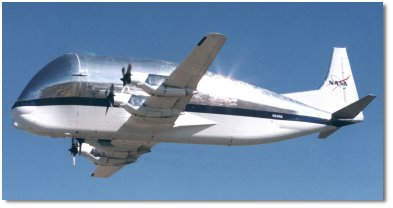
Super Guppy NASA

## Uživatelé

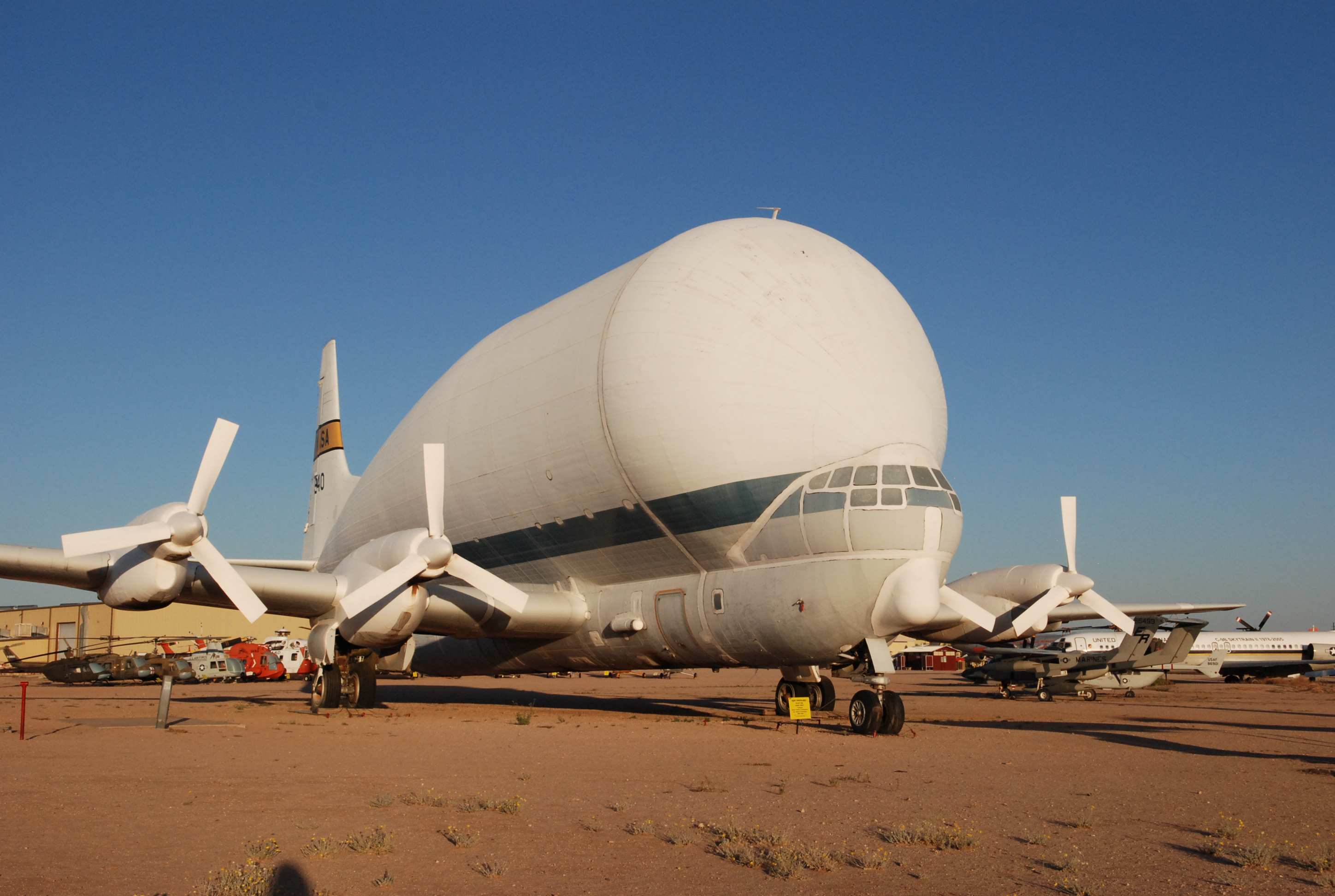
Super Guppy NASA vystavený v Pima Museum

- Aero Spacelines
- Aeromaritime
- Airbus
- NASA

#### Související vývoj
- Boeing B-29 Superfortress
- Boeing 377 Stratocruiser
- Aero Spacelines Pregnant Guppy
- Aero Spacelines Mini Guppy

#### Podobná letadla
- Airbus Beluga
- Boeing 747 Large Cargo Freighter
- Conroy Skymonster
- Mjasiščev VM-T